# Список президентів Мексики

Штандарт Президента Мексики

## Перша Мексиканська імперія(1822 — 1823)
| Імператор           | Імператор | Початок правління | Закінчення правління | Династія | Консорт                 | Консорт |
| ------------------- | --------- | ----------------- | -------------------- | -------- | ----------------------- | ------- |
| Агустин I Agustín I |           | 19 травня, 1822   | 19 березня, 1823     | Ітурбіде | Ана Марія Уарте-і-Муніс |         |

## Президенти Мексики (1824 — 1864)
| Президент                                                                                  | Президент | Початок правління | Закінчення правління | Примітки, партійна приналежність |
| ------------------------------------------------------------------------------------------ | --------- | ----------------- | -------------------- | -------------------------------- |
| Гуадалупе Вікторія Guadalupe Victoria                                                      |           | 10 жовтня 1824    | 1 квітня 1829        | Ліберал                          |
| Вісенте Герреро Vicente Guerrero                                                           |           | 1 квітня 1829     | 17 грудня 1829       | Ліберал                          |
| Хосе Марія Боканегра José María Bocanegra                                                  |           | 18 грудня 1829    | 23 грудня 1829       | Ліберал                          |
| Педро Велес, Лукас Аламан і Луїс де Кінтанар Pedro Vélez, Lucas Alamán і Luis de Quintanar |           | 23 грудня 1829    | 31 грудня 1829       |                                  |
| Анастасіо Бустаманте Anastasio Bustamante                                                  |           | 1 січня 1830      | 13 серпня 1832       | Консерватор                      |
| Мельчор Мускіс Melchor Múzquiz                                                             |           | 14 серпня 1832    | 26 грудня 1832       | Ліберал                          |
| Мануель Гомес Педраса Manuel Gómez Pedraza                                                 |           | 24 грудня 1832    | 1 квітня 1833        | Ліберал                          |
| Валентин Гомес Фаріас Valentín Gómez Farías                                                |           | 1 квітня 1833     | 16 травня 1833       | Ліберал                          |
| Антоніо Лопес де Санта-Анна Antonio López de Santa Anna                                    |           | 16 травня 1833    | 3 червня 1833        | Консервативний ліберал           |
| Валентин Гомес Фаріас Valentín Gómez Farías                                                |           | 3 червня 1833     | 18 червня 1833       | Ліберал                          |
| Антоніо Лопес де Санта-Анна Antonio López de Santa Anna                                    |           | 18 червня 1833    | 5 липня 1833         | Консервативний ліберал           |
| Валентин Гомес Фаріас Valentín Gómez Farías                                                |           | 5 липня 1833      | 27 жовтня 1833       | Ліберал                          |
| Антоніо Лопес де Санта-Анна Antonio López de Santa Anna                                    |           | 27 жовтня 1833    | 15 грудня 1833       | Консервативний ліберал           |
| Валентин Гомес Фаріас Valentín Gómez Farías                                                |           | 16 грудня 1833    | 24 квітня 1834       | Ліберал                          |
| Антоніо Лопес де Санта-Анна Antonio López de Santa Anna                                    |           | 24 квітня 1834    | 27 січня 1835        | Консервативний ліберал           |
| Мігель Барраган Miguel Barragán                                                            |           | 28 січня 1835     | 27 лютого 1836       | Ліберал                          |
| Хосе Хусто Корро José Justo Corro                                                          |           | 2 березня 1836    | 19 квітня 1837       | Ліберал                          |
| Анастасіо Бустаманте Anastasio Bustamante                                                  |           | 19 квітня 1837    | 20 березня 1839      | Консерватор                      |
| Антоніо Лопес де Санта-Анна Antonio López de Santa Anna                                    |           | 20 березня 1839   | 10 липня 1839        | Консервативний ліберал           |
| Ніколас Браво Руеда Nicolás Bravo                                                          |           | 10 липня 1839     | 19 липня 1839        | Консерватор                      |
| Анастасіо Бустаманте Anastasio Bustamante                                                  |           | 19 липня 1839     | 22 вересня 1841      | Консерватор                      |
| Франсиско Хав'єр Ечеверрія Francisco Javier Echeverría                                     |           | 22 вересня 1841   | 10 жовтня 1841       | Консерватор                      |
| Антоніо Лопес де Санта-Анна Antonio López de Santa Anna                                    |           | 10 жовтня 1841    | 26 жовтня 1842       | Консервативний ліберал           |
| Ніколас Браво Nicolás Bravo                                                                |           | 26 жовтня 1842    | 4 березня 1843       | Консерватор                      |
| Антоніо Лопес де Санта-Анна Antonio López de Santa Anna                                    |           | 4 березня 1843    | 4 жовтня 1843        | Консервативний ліберал           |
| Валентин Каналісо Valentín Canalizo                                                        |           | 4 жовтня 1843     | 4 червня 1844        | Консерватор                      |
| Антоніо Лопес де Санта-Анна Antonio López de Santa Anna                                    |           | 4 червня 1844     | 12 вересня 1844      | Консервативний ліберал           |
| Хосе Хоакін де Еррера José Joaquín de Herrera                                              |           | 12 вересня 1844   | 21 вересня 1844      | Ліберал                          |
| Валентин Каналісо Valentín Canalizo                                                        |           | 21 вересня 1844   | 6 грудня 1844        | Консерватор                      |
| Хосе Хоакін де Еррера José Joaquín de Herrera                                              |           | 7 грудня 1844     | 30 грудня 1845       | Ліберал                          |
| Габріель Валенсія Gabriel Valencia                                                         |           | 30 грудня 1845    | 2 січня 1846         | Ліберал                          |
| Маріано Паредес-і-Аррільяга Mariano Paredes y Arrillaga                                    |           | 4 січня 1846      | 28 липня 1846        | Консерватор                      |
| Хосе Маріано Салас José Mariano Salas                                                      |           | 5 серпня 1846     | 23 грудня 1846       | Консерватор                      |
| Валентин Гомес Фаріас Valentín Gómez Farías                                                |           | 24 грудня 1846    | 21 березня 1847      | Ліберал                          |
| Антоніо Лопес де Санта-Анна Antonio López de Santa Anna                                    |           | 21 березня 1847   | 2 квітня 1847        | Консервативний ліберал           |
| Педро Марія Анайя Pedro María Anaya                                                        |           | 2 квітня 1847     | 20 травня 1847       | Ліберал                          |
| Антоніо Лопес де Санта-Анна Antonio López de Santa Anna                                    |           | 20 травня 1847    | 15 вересня 1847      | Консервативний ліберал           |
| Мануель де ла Пенья-і-Пенья Manuel de la Peña y Peña                                       |           | 26 вересня 1847   | 13 листопада 1847    | Ліберал                          |
| Педро Марія Анайя Pedro María Anaya                                                        |           | 13 листопада 1847 | 8 січня 1848         | Ліберал                          |
| Мануаель де ла Пенья-і-Пенья Manuel de la Peña y Peña                                      |           | 8 січня 1848      | 3 червня 1848        | Ліберал                          |
| Хосе Хоакін де Еррера José Joaquín de Herrera                                              |           | 3 червня 1848     | 15 січня 1851        | Ліберал                          |
| Маріано Аріста Mariano Arista                                                              |           | 15 січня 1851     | 6 січня 1853         | Ліберал                          |
| Хуан Баутіста Себальос Juan Bautista Ceballos                                              |           | 6 січня 1853      | 8 лютого 1853        | Ліберал                          |
| Мануель Марія Ломбардіні Manuel María Lombardini                                           |           | 8 Лютоголя 1853   | 20 квітня 1853       | Консерватор                      |
| Антоніо Лопес де Санта-Анна Antonio López de Santa Anna                                    |           | 20 квітня 1853    | 9 серпня 1855        | Консерватор                      |
| Мартін Каррера Martín Carrera                                                              |           | 15 серпня 1855    | 12 вересня 1855      | Ліберал                          |
| Ромуло Діас де ла Вега Rómulo Díaz de la Vega                                              |           | 12 вересня 1855   | 3 жовтня 1855        | Консерватор                      |
| Хуан Альварес Juan Álvarez                                                                 |           | 4 жовтня 1855     | 11 грудня 1855       | Ліберал                          |
| Ігнасіо Комонфорт Ignacio Comonfort                                                        |           | 15 вересня 1855   | 21 січня 1858        | Ліберал                          |
| Беніто Пабло Хуарес Benito Pablo Juárez                                                    |           | 19 січня 1858     | 15 травня 1867       | Ліберал                          |

## Президенти Мексики від Консервативної партії під час Громадянської війни 1857—1861 років
| Президент                                    | Президент | Початок правління | Закінчення правління | Примітки партійна приналежність            |
| -------------------------------------------- | --------- | ----------------- | -------------------- | ------------------------------------------ |
| Фелікс Марія Сулоага Félix María Zuloaga     |           | 21 січня, 1858    | 24 грудня, 1858      | Тимчасовий президент, Консервативна партія |
| Мануель Роблес Песуела Manuel Robles Pezuela |           | 24 грудня, 1858   | 21 січня, 1859       | І. о. президента, Консервативна партія     |
| Хосе Маріано Салас José Mariano Salas        |           | 21 січня, 1859    | 2 лютого, 1859       | І. о. президента, Консервативна партія     |
| Фелікс Марія Сулоага Félix María Zuloaga     |           | 24 січня, 1859    | 1 лютого, 1859       | І. о. президента, Консервативна партія     |
| Мігель Мірамон Miguel Miramón                |           | 2 лютого, 1859    | 12 серпня, 1860      | Тимчасовий президент, Консервативна партія |
| Хосе Ігнасіо Павон José Ignacio Pavón        |           | 13 серпня, 1860   | 15 серпня, 1860      | І. о. президента, Консервативна партія     |
| Мігель Мірамон Miguel Miramón                |           | 15 серпня, 1860   | 24 грудня, 1860      | Тимчасовий президент, Консервативна партія |
| Фелікс Марія Сулоага Félix María Zuloaga     |           | 28 грудня, 1860   | 28 грудня, 1862      | Тимчасовий президент, Консервативна партія |

## Друга Мексиканська імперія(1863 — 1867)
Регентство (1863-1864)
| Тріумвірат                                                                    | Тріумвірат | Початок правління | Закінчення правління | Примітки, партійна приналежність |
| ----------------------------------------------------------------------------- | ---------- | ----------------- | -------------------- | -------------------------------- |
| Хуан Непомусено Альмонте Juan Nepomuceno Almonte                              |            | 11 липня 1863     | 10 квітня 1864       | Консервативна партія             |
| Хосе Маріано Салас José Mariano Salas                                         |            | 11 липня 1863     | 10 квітня 1864       | Консервативна партія             |
| Пелахіо Антоніо де Лабатіста-і-Давалос Pelagio Antonio de Labastida y Dávalos |            | 19 жовтня 1863    | 18 листопада 1863    | Консервативна партія             |

Імператорське правління (1864-1867)
| Імператор                  | Імператор | Початок правління | Закінчення правління | Династія  | Консорт              | Консорт |
| -------------------------- | --------- | ----------------- | -------------------- | --------- | -------------------- | ------- |
| Максиміліан I Maximilian I |           | 10 квітня 1864    | 15 травня 1867       | Габсбурги | Шарлотта Бельгійська |         |

## Президенти Мексики (1867 — теперішній час)
| Президент                                                | Президент | Початок правління | Закінчення правління | Примітки, Відправка: партійна приналежність |
| -------------------------------------------------------- | --------- | ----------------- | -------------------- | ------------------------------------------- |
| Беніто Пабло Хуарес Benito Juárez                        |           | 15 травня 1867    | 18 липня 1872        | Ліберал                                     |
| Себастьян Лердо де Техада Sebastián Lerdo de Tejada      |           | 19 липня 1872     | 20 листопада 1876    | Ліберал                                     |
| Хосе Марія Іглесіас José María Iglesias                  |           | 31 жовтня 1876    | 15 березня 1877      | Ліберал                                     |
| Порфіріо Діас Porfirio Díaz                              |           | 28 листопада 1876 | 6 грудня 1876        | Ліберал                                     |
| Хуан Непомусено Мендес Juan Nepomuceno Méndez            |           | 6 грудня 1876     | 17 лютого 1877       | Ліберал                                     |
| Порфіріо Діас Porfirio Díaz                              |           | 17 лютого 1877    | 30 листопада 1880    | Ліберал                                     |
| Мануель Гонсалес Manuel González                         |           | 1 грудня 1880     | 30 листопада 1884    | Ліберал                                     |
| Порфіріо Діас Porfirio Díaz                              |           | 1 грудня 1884     | 25 травня 1911       | Ліберал                                     |
| Франсіско Леон де ла Барра Francisco León de la Barra    |           | 25 травня 1911    | 6 листопада 1911     | демократичний ліберал                       |
| Франсиско Ігнасіо Мадеро Francisco I. Madero             |           | 6 листопада 1911  | 19 лютого 1913       | Антиреелекціоністська партія                |
| Педро Ласкураїн Pedro Lascuráin                          |           | 19 лютого 1913    | 19 лютого 1913       | Антиреелекціоністська партія                |
| Хосе Вікторіано Уерта Ортега Victoriano Huerta           |           | 19 лютого 1913    | 15 липня 1914        | демократичний ліберал                       |
| Франсиско Карвахаль Francisco S. Carvajal                |           | 15 липня 1914     | 13 серпня 1914       | демократичний ліберал                       |
| Еулаліо Гутьєррес Eulalio Gutiérrez                      |           | 6 листопада 1914  | 16 січня 1915        | конвентист                                  |
| Роке Гонсалес Гарса Roque González Garza                 |           | 16 січня 1915     | 10 червня 1915       | конвентист                                  |
| Франсиско Лагос Часаро Francisco Lagos Cházaro           |           | 10 червня 1915    | 10 жовтня 1915       | конвентист                                  |
| Венустіано Карранса Venustiano Carranza                  |           | 11 березня 1917   | 21 травня 1920       | Ліберал-конституціоналіст                   |
| Адольфо де ла Уерта Adolfo de la Huerta                  |           | 1 червня 1920     | 30 листопада 1920    | Ліберал-конституціоналіст                   |
| ОАльваро Обрегон Álvaro Obregón                          |           | 1 грудня 1920     | 30 листопада 1924    |                                             |
| Плутарко Еліас Кальєс Plutarco Elías Calles              |           | 1 грудня 1924     | 30 листопада 1928    |                                             |
| Еміліо Портес Хіль Emilio Portes Gil                     |           | 1 грудня 1928     | 5 лютого 1930        | Національна революційна партія              |
| Паскуаль Ортіс Рубіо Pascual Ortiz Rubio                 |           | 5 лютого 1930     | 4 вересня 1932       | Національна революційна партія              |
| Абелардо Родрігес Abelardo Rodríguez                     |           | 4 вересня 1932    | 30 листопада 1934    | Національна революційна партія              |
| Ласаро Карденас Lázaro Cárdenas                          |           | 1 грудня 1934     | 30 листопада 1940    | Національна революційна партія              |
| Мануель Авіла Камачо Manuel Ávila Camacho                |           | 1 грудня 1940     | 30 листопада 1946    | Мексиканська революційна партія             |
| Мігель Алеман Вальдес Miguel Alemán Valdés               |           | 1 грудня 1946     | 30 листопада 1952    | Інституційно-революційна партія             |
| Адольфо Руїс Кортінес Adolfo Ruiz Cortines               |           | 1 грудня 1952     | 30 листопада 1958    | Інституційно-революційна партія             |
| Адольфо Лопес Матеос Adolfo López Mateos                 |           | 1 грудня 1958     | 30 листопада 1964    | Інституційно-революційна партія             |
| Густаво Діас Ордас Gustavo Díaz Ordaz                    |           | 1 грудня 1964     | 30 листопада 1970    | Інституційно-революційна партія             |
| Луїс Ечеверрія Luis Echeverría                           |           | 1 грудня 1970     | 30 листопада 1976    | Інституційно-революційна партія             |
| Хосе Лопес Портільо José López Portillo                  |           | 1 грудня 1976     | 30 листопада 1982    | Інституційно-революційна партія             |
| Мігель де ла Мадрид Miguel de la Madrid                  |           | 1 грудня 1982     | 30 листопада 1988    | Інституційно-революційна партія             |
| Карлос Салінас Carlos Salinas                            |           | 1 грудня 1988     | 30 листопада 1994    | Інституційно-революційна партія             |
| Ернесто Седільо Ernesto Zedillo                          |           | 1 грудня 1994     | 30 листопада 2000    | Інституційно-революційна партія             |
| Вісенте Фокс Vicente Fox                                 |           | 1 грудня 2000     | 30 листопада 2006    | Партія національної дії                     |
| Феліпе Інохоса Кальдерон Felipe Calderón                 |           | 1 грудня 2006     | 30 листопада 2012    | Партія національної дії                     |
| Енріке Пенья Ньєто Enrique Peña Nieto                    |           | 1 грудня 2012     | 30 листопада 2018    | Інституційно-революційна партія             |
| Андрес Мануель Лопес Обрадор Andrés Manuel López Obrador |           | 1 грудня 2018     | 1 жовтня 2024        | Рух національного відродження               |
| Клаудія Шейнбаум Claudia Sheinbaum Pardo                 |           | 1 жовтня 2024     |                      | Рух національного відродження               |